# Hafen (Düsseldorf)

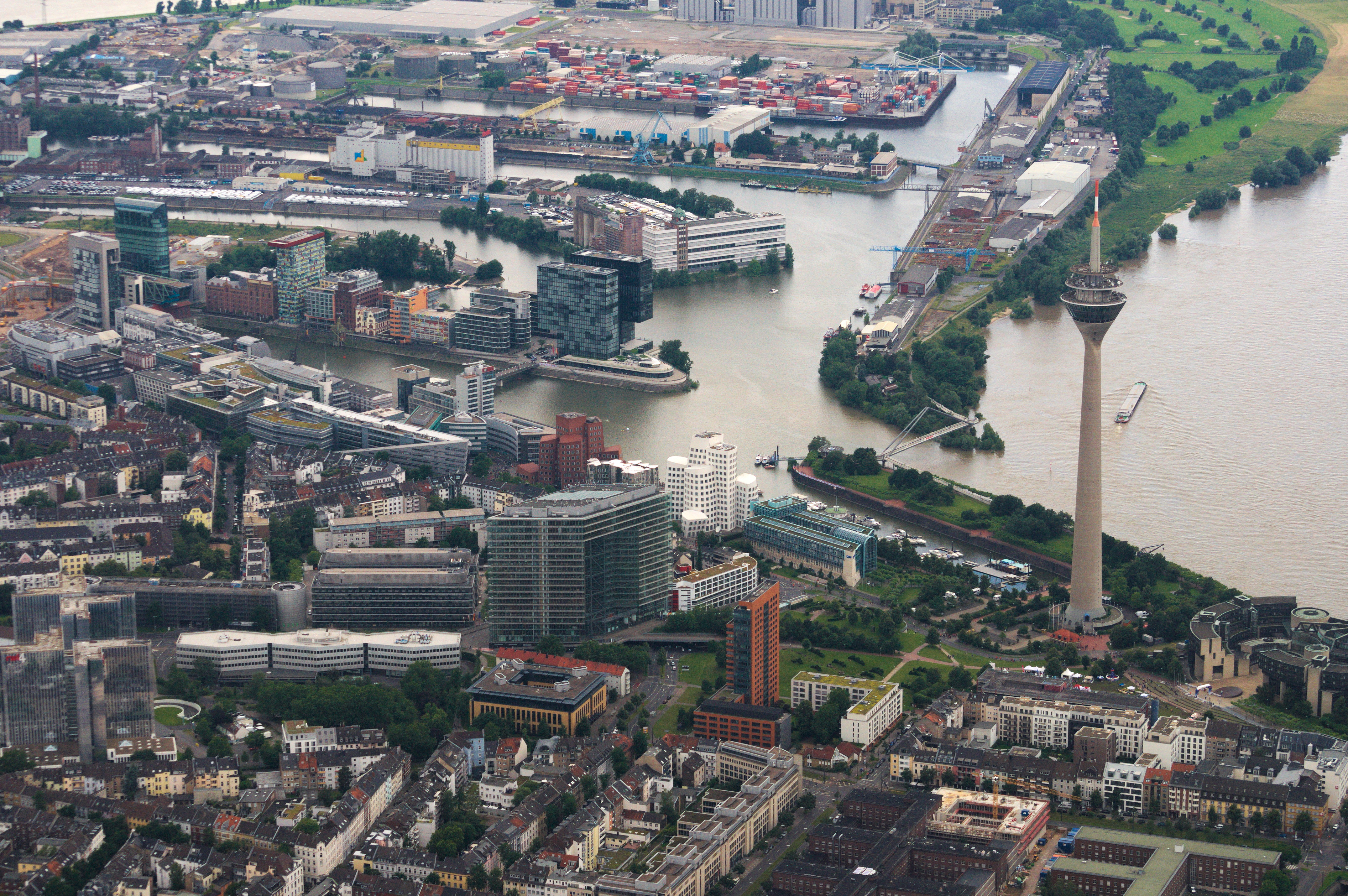
Der Hafen aus der Vogelperspektive

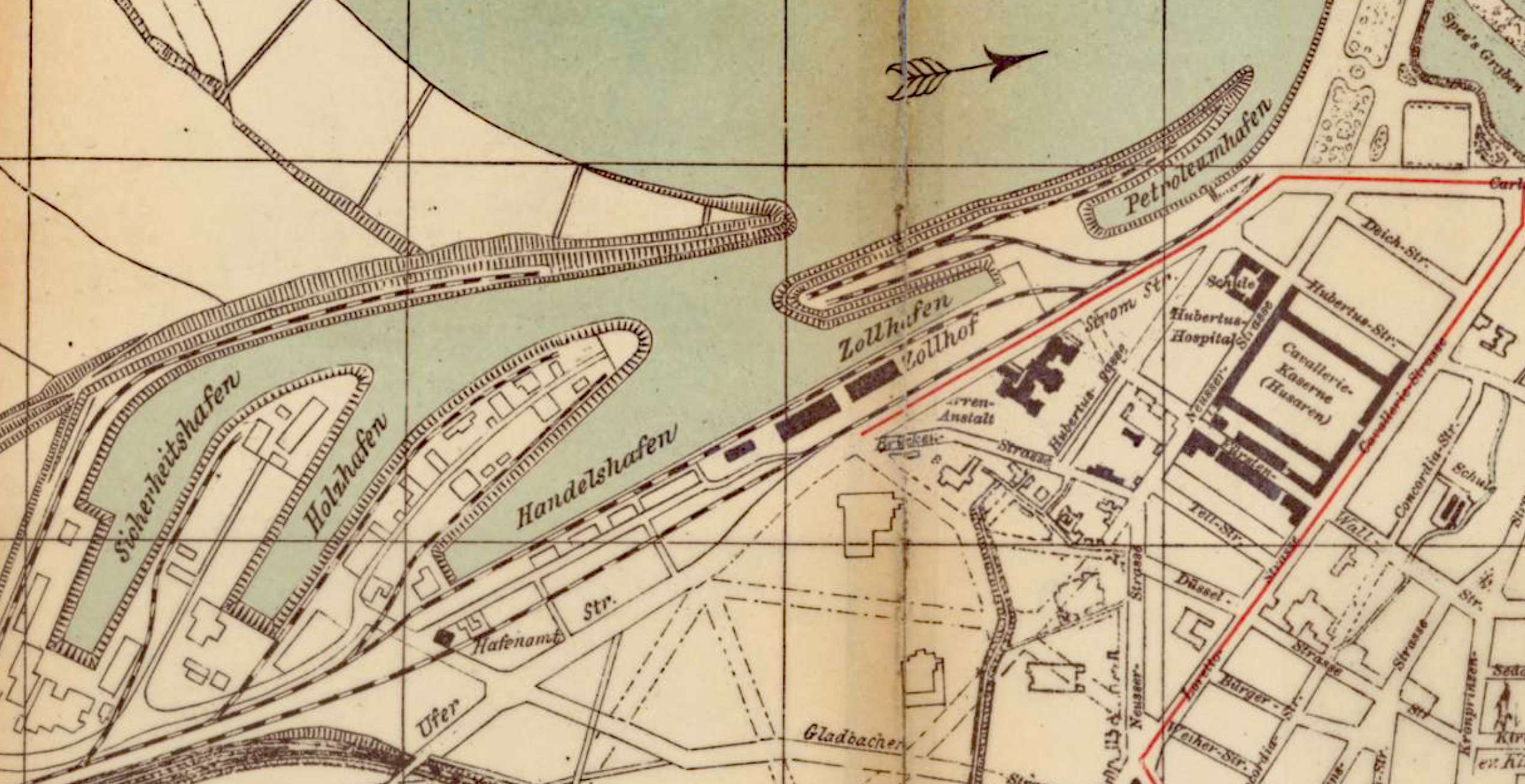
Düsseldorfer Hafen mit Petroleumhafen (Berger Hafen), Zollhafen, Handelshafen, Holzhafen, Sicherheitshafen am Stadtteil Düsseldorf-Unterbilk (1900)

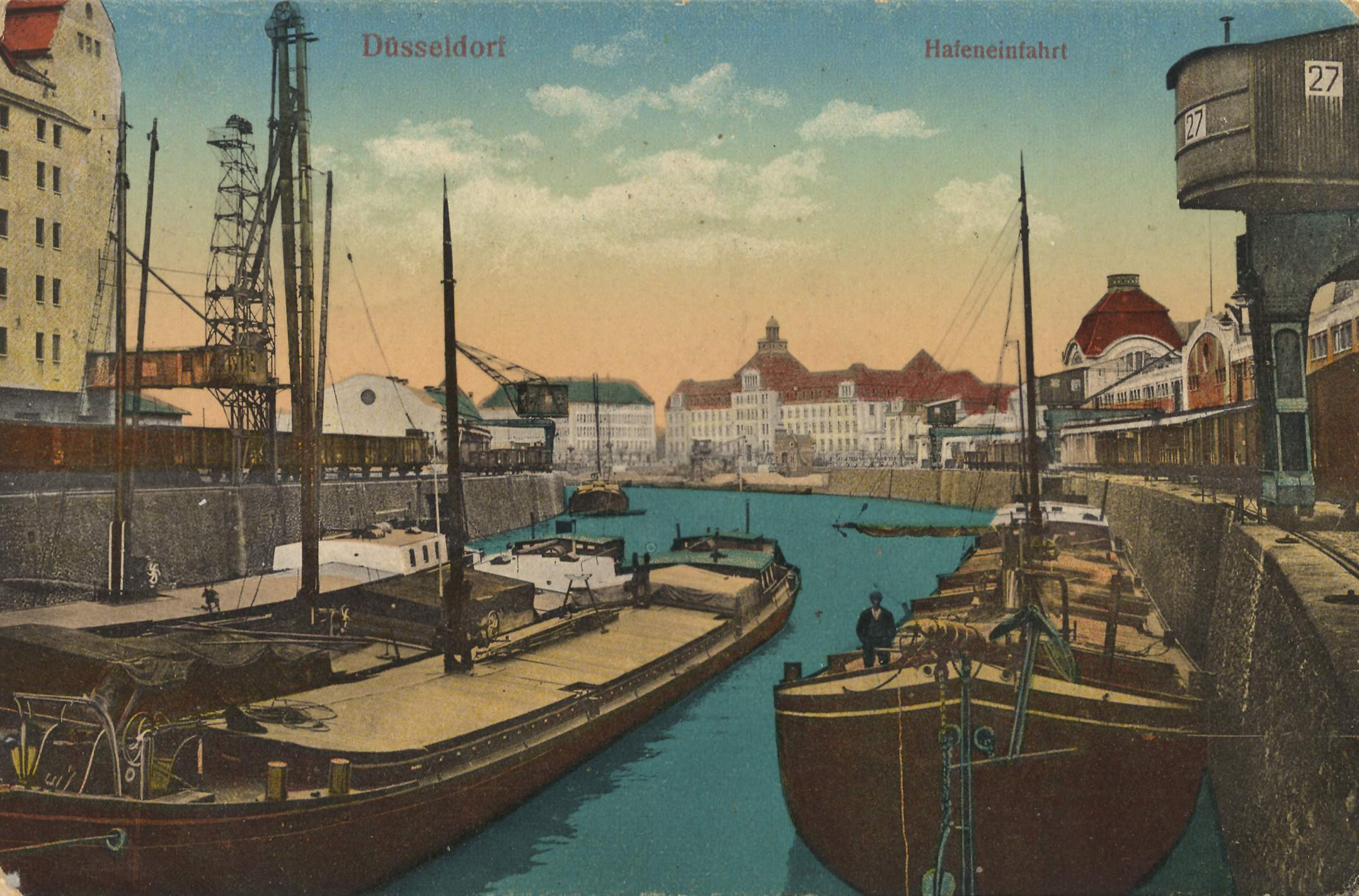
Hafeneinfahrt in den damaligen Berger Hafen mit Blick auf das Berger Ufer, um 1920

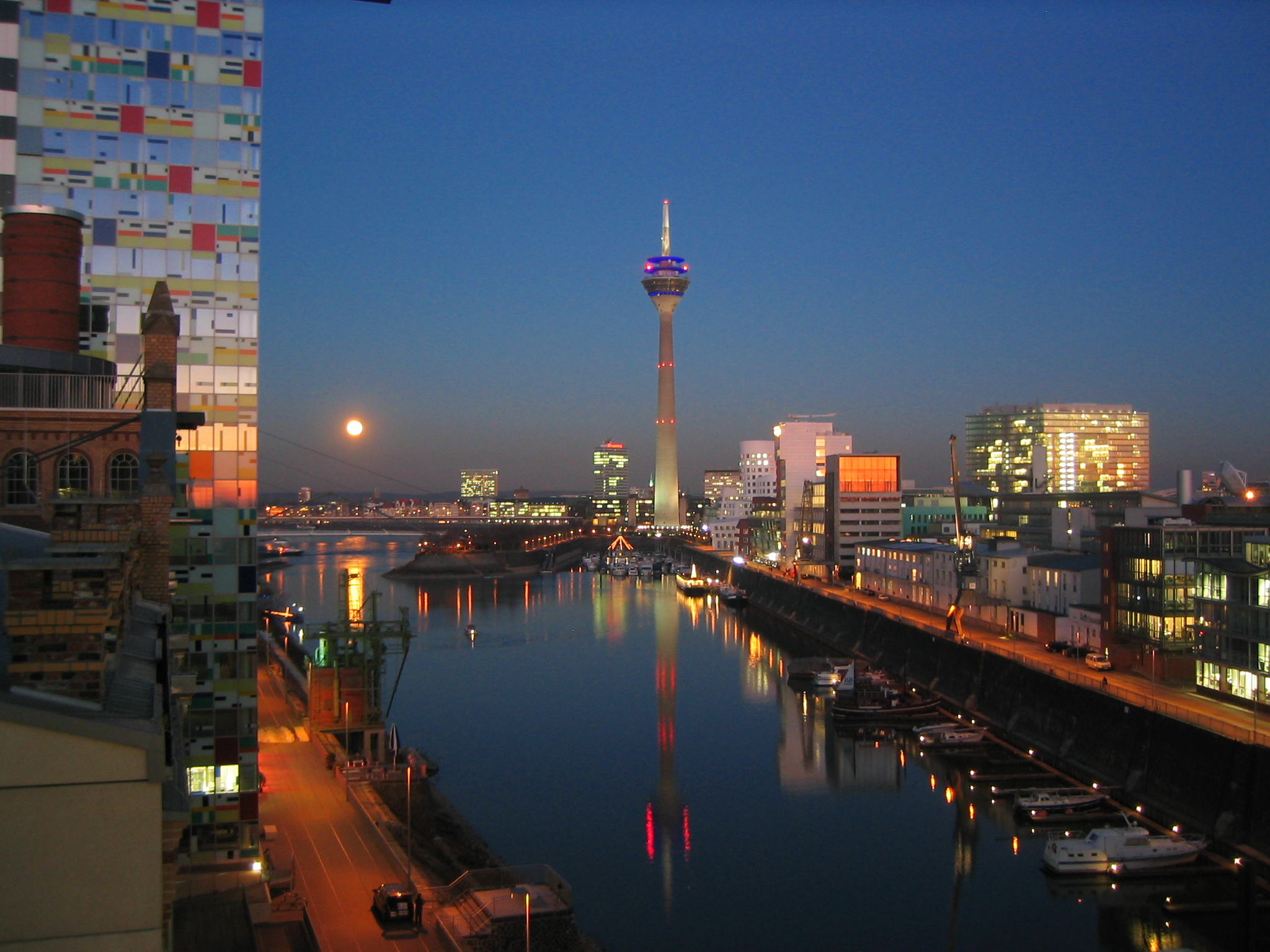
Der Medienhafen bei Nacht

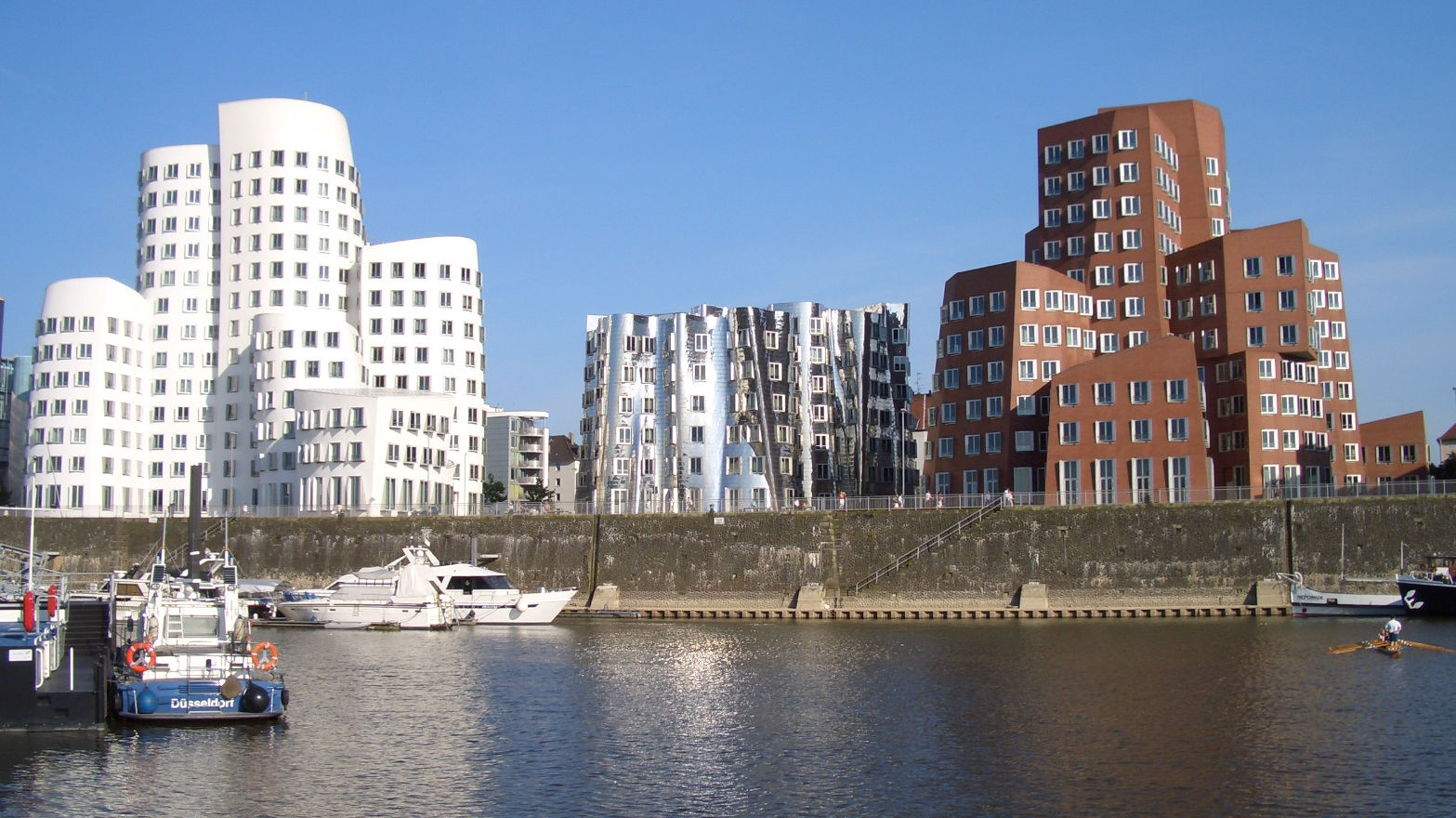
Der „Neue Zollhof“

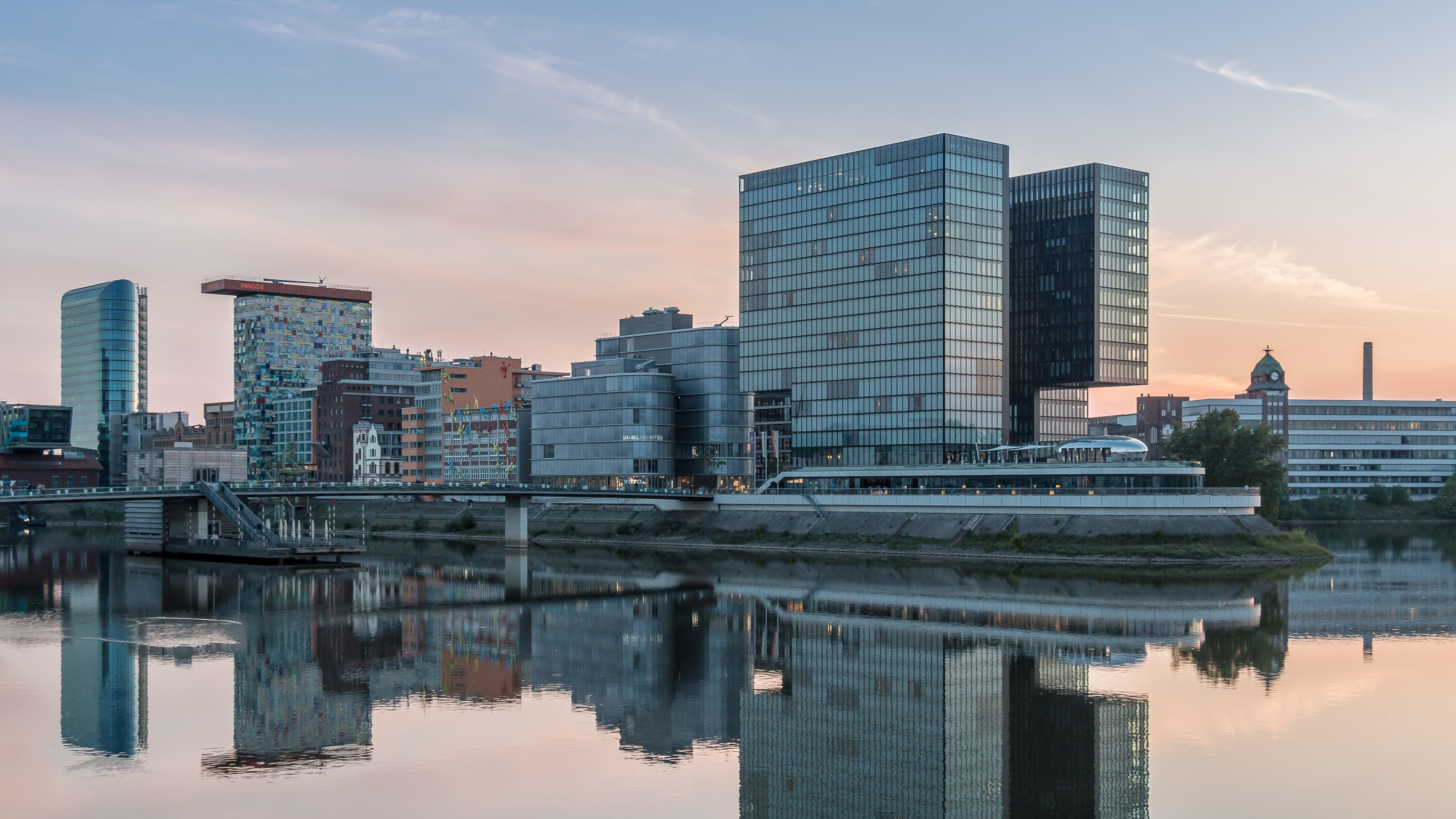
Die Hafenspitze bei Sonnenuntergang

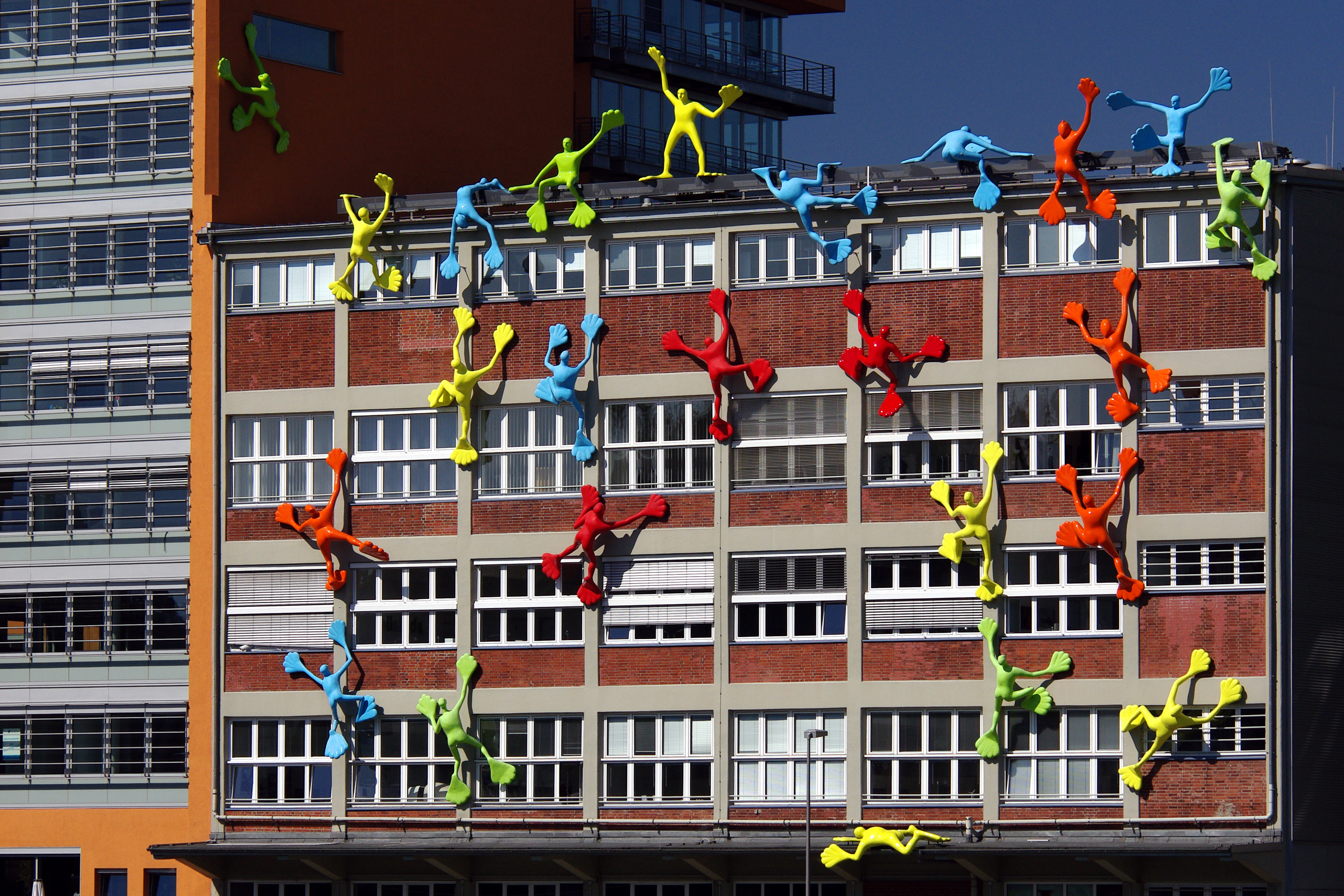
Das Roggendorf-Haus

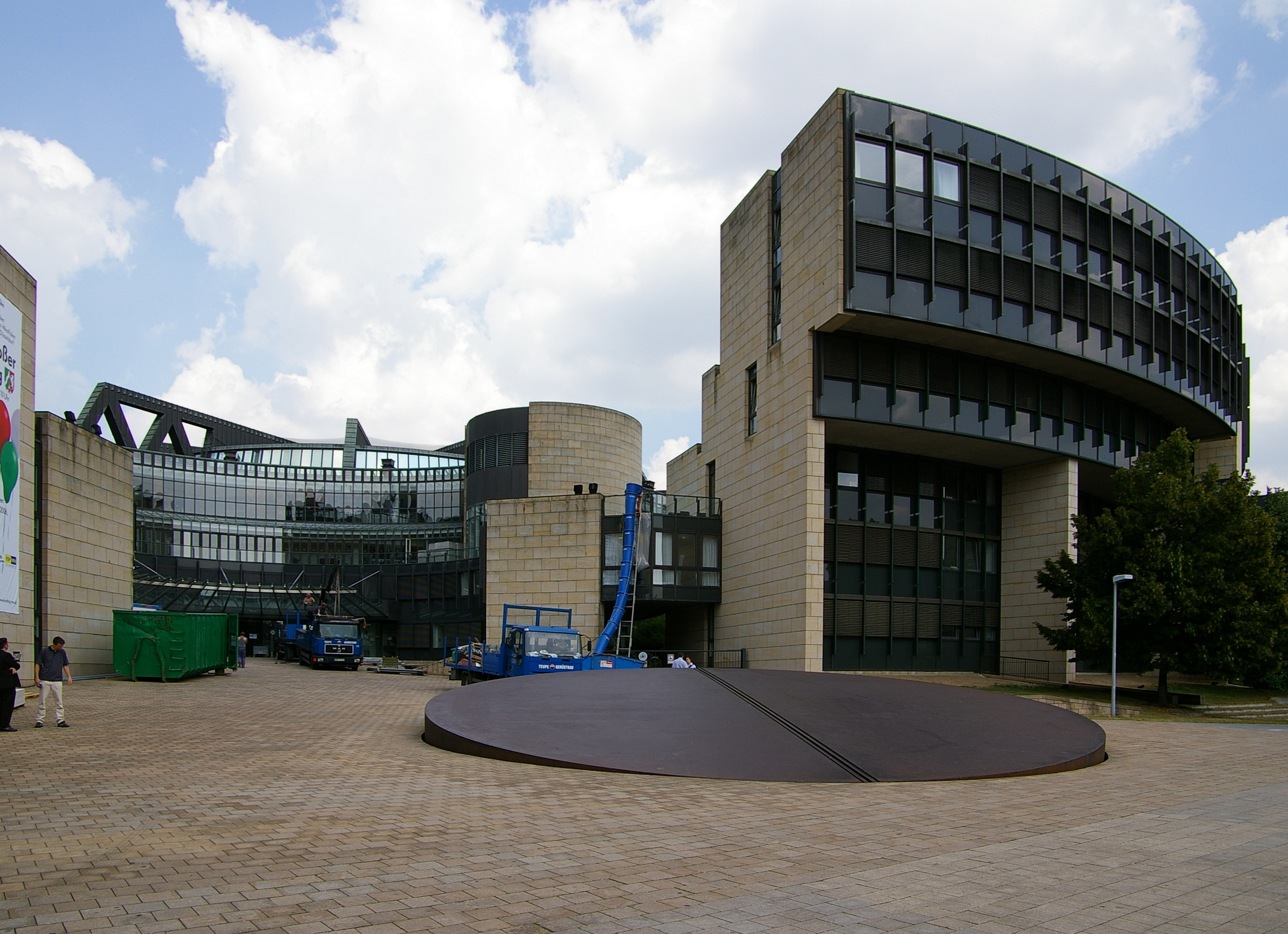
Das Landtagsgebäude Nordrhein-Westfalen

Düsseldorf-Hafen ist ein durch Industrie, Logistik, Gewerbe und Büronutzung geprägter Stadtteil Düsseldorfs mit lediglich 377 Einwohnern, was auf einer Gesamtfläche von 3,86 km² einer Einwohnerdichte von 98 Einwohner/km² entspricht; somit ist er der Stadtteil mit der geringsten Einwohnerzahl. Einen Großteil der Fläche belegt der 1896 eröffnete Düsseldorfer Wirtschaftshafen; er ist der drittgrößte Binnenhafen Deutschlands und ein Teil der Neuss-Düsseldorfer Häfen GmbH & Co. KG.
Der Stadtteil Hafen gehört zum Stadtbezirk 3.
Lange Zeit wurde der Hafen als Stadtteil nicht wahrgenommen, da dieser Bereich ein großes (zum Teil auch abgesperrtes) Industrieareal war. Die seit den 1990er Jahren einsetzende Umwidmung der direkt an Unterbilk grenzenden Teile des Hafengebietes zum so genannten „Medienhafen“ und die darauf folgende Neubebauung mit zum Teil architektonisch ambitionierten Gebäuden brachten das Gebiet ins öffentliche Bewusstsein.
In diesem Bereich haben sich zahlreiche Unternehmen aus der Medien- und Werbebranche angesiedelt, ebenso Mode- und Designerbetriebe mit großflächigen Ausstellungsräumen. Ein Multiplex-Kino, zahlreiche Restaurants, eine Großraumdiskothek sowie Clubs und Lounges sorgen zudem für ein reges Nachtleben.
Der Altersdurchschnitt von 39,4 Jahren ist unter dem Durchschnitt des Stadtbezirks 3 und dem der Stadt Düsseldorf.

## Geschichte

### Die Anfänge 1886–1913
Vor dem Aufkommen der Eisenbahn und des LKWs hatten Flüsse und andere Wasserstraßen stets eine überragende Bedeutung als Transportweg für Güter und Menschen (siehe auch Rheinschifffahrt). Düsseldorf war seit seiner Gründung eine Hafenstadt, was auch im Ankersymbol seines Stadtwappens sichtbar wird. Jahrhundertelang legten Schiffe an geeigneten Uferabschnitten an; im 17. Jahrhundert wurde ein Hafenbecken an der heutigen Carlstadt gebaut.  Zu Beginn des 19. Jahrhunderts ließen die Regierung des Großherzogtums Berg und die Stadt Düsseldorf längs der Nordseite der heutigen Kunstakademie Düsseldorf zum Schutz der Schiffe vor Hochwasser und Eisgang den Sicherheitshafen (Düsseldorf) anlegen. Im Zuge der Industrialisierung des 19. Jahrhunderts und eines starken Bevölkerungswachstums zeigte sich die Notwendigkeit zum Bau eines großen Handelshafens. Die Ablösung des Kölner Stapelrechts durch die Mainzer Akte (1831), die Gründung des Deutschen Zollvereins (1834), die aufkommende Dampfschifffahrt und die über Eisenbahnen herangeführten Gütermengen, insbesondere die Produkte der an Rhein und Ruhr rasant wachsenden Schwerindustrie, erleichterten den Transport von Gütern auf dem Rhein; das Transportvolumen wuchs. Die Reichsgründung 1871 gab Wirtschaft und Handel weiteren Anschub; die Bevölkerung wuchs stark, ebenso vielerorts der Wohlstand (siehe auch Gründerjahre). Bei der Diskussion, wo der neue Hafen anzusiedeln sei, wurden verschiedene Standorte in den Blick genommen. Hierbei hatte der strukturpolitisch aktive Düsseldorfer Unternehmer William Thomas Mulvany zunächst die Golzheimer Insel, dann einen Durchstich der Oberkasseler Halbinsel bei Heerdt und Lörick durch einen kanalförmigen Hafen ins Gespräch gebracht.
Am 9. November 1886 beschloss die Stadtverordnetenversammlung den Bau eines Hafens jedoch im Bereich der sogenannten „Lausward“, einem Teilgebiet des heutigen Stadtteils Hafen. Das Erdreich, das die Ausbaggerung der Hafenbecken lieferte, wurde für Anschüttungen im Zuge der Rheinufervorschiebung an der Düsseldorfer Altstadt und zum Hochwasserschutz im Bereich der Golzheimer Insel genutzt. Die ersten Hafenanlagen wurden am 30. Mai 1896 feierlich eröffnet. Der neue Hafen galt damals als einer der modernsten seiner Zeit. Sein Warenumschlag nahm stark zu; 1904 und 1907–1909 wurde das Gebiet erweitert.
Die Hafeneinfahrt liegt am sogenannten Rheinknie südlich der heutigen Rheinkniebrücke.

### Schwere Zeiten 1914–1945
An den Folgen des Ersten Weltkrieges, der französischen Besetzung (ab 1923) und der Weltwirtschaftskrise (ab 1930) litt der Hafen schwer. Erst 1934 konnten die Zahlen von 1913 wieder erreicht werden. Mit Beginn des Zweiten Weltkriegs am 1. September 1939 wurde der Hafen vollständig in die Kriegswirtschaft einbezogen. Er war ein wichtiger Zu- und Abfuhrhafen für die deutsche Rüstungsindustrie; dies machte ihn zu einem vorrangigen Ziel von Bombenangriffen. Nach den letzten Bombardierungen im Januar 1945 kam der Güterverkehr vollständig zum Erliegen. Im April 1945 marschierten US-Truppen in Düsseldorf ein.

### Wiederaufbau, Boom und Krise 1948–1973
Fast drei Jahre, bis zum Frühjahr 1948, dauerte es, bis der Hafen wieder für die Schifffahrt zu nutzen war. 1954 wurde wieder das Vorkriegsniveau erreicht. Das Wirtschaftswunder der 1950er Jahre sorgte auch im Düsseldorfer Hafen für Wachstum; Anfang der 1960er Jahre stagnierte das Umschlagvolumen. Trotz wirtschaftlicher Verluste wurde das Hafengebiet bis 1964 noch weiter ausgedehnt. Viele Faktoren (z. B. Änderungen in Logistikketten, Kohlekrise, Stahlkrise) trugen dazu bei, dass der Hafen für die damaligen Verhältnisse überdimensioniert war.

### Umstrukturierung 1974–1989
1974 wurde beschlossen, das Hafengebiet um 33 ha zu verkleinern. Die Nähe zur Altstadt (etwa 900 Meter Luftlinie) ließ eine Umwidmung von Teilen des Hafens zu anderen Zwecken wirtschaftlich interessant erscheinen. In der Folge wurde ein Konzept entwickelt, um einerseits den vorhandenen Betrieben Standortsicherheit zu gewährleisten und andererseits Teile des Hafens zu einem modernen Dienstleistungs- und Bürostandort in vier Entwicklungsschritten fortzuentwickeln. Der alte Berger Hafen hatte ausgedient und das Becken wurde zugeschüttet. Die neu gewonnene Fläche war ein willkommener grüner Vorplatz für den Landtag und den Rheinturm. Der Auftakt erfolgte mit der Umwidmung des Zollhafens zu einem Yachthafen, dem Bau des Rheinturms (1982), dem Neubau des Landtags (1988), dem Bau des WDR-Studio Düsseldorfs sowie des Rheinparks Bilk, letzterer im Nachbarstadtteil Unterbilk.
Ab 1989 wurde die zweite Phase realisiert. Gemäß verschiedenen Ratsbeschlüssen sollte ein modernes Bürogebiet unter Einbeziehung erhaltenswerter Bestandsbebauung und Gebietstrukturen entstehen. Man erwartete, dass die kreative Mischung aus alten Gebäuden mit moderner Architektur die politisch gewünschte Ansiedlung von Unternehmen aus der Medienbranche fördern würde.

### Medienhafen ab 1990
In der Folge gab es eine rege Bautätigkeit. Anfangs siedelten sich zum Beispiel Antenne Düsseldorf, die Film- und Medienstiftung NRW und weitere Unternehmen an, die mehr oder weniger zur Medienwirtschaft zählten. Diese Branche boomte zu Beginn der 1990er Jahre aufgrund der Privatisierung von Fernsehen und Rundfunk und wurde aktiv durch die damalige Landesregierung von Nordrhein-Westfalen unter Johannes Rau gefördert. Die Kaistraße Studios des Architekten David Chipperfield setzten 1997 eine Marke für die angestrebte hohe Baukultur. Auch der 1998/1999 fertiggestellte Gebäudekomplex Neuer Zollhof des Architekten Frank Gehry wurde zum Aushängeschild des neuen Standortes. Bald wurde ersichtlich, dass die angebotene Bürofläche zu groß war, um ausschließlich durch Medienunternehmen genutzt zu werden. Das Gebiet wurde auch für Unternehmensberatungen, Immobilienmakler und Modeunternehmen interessant. So sitzt im Haus der Architekten die Architektenkammer Nordrhein-Westfalen. Insgesamt bieten die rund 600 ansässigen Unternehmen ca. 7600 Arbeitsplätze. Mit rund 16 % der vermieteten Flächen stellen Anwalts- und Beratungsfirmen die meisten Nutzer. Medienunternehmen machen lediglich 9 % der Nutzer aus. Seit Anfang der 2000er Jahre haben sich zudem Unternehmen aus der Modebranche mit Vertriebszentralen und Ausstellungsräumen angesiedelt, darunter Pepe Jeans London, Tommy Hilfiger, die Sixty-Gruppe, Hugo Boss, Tod’s und Guess.
Rund 40 gastronomische Einrichtungen, Clubs, Lounges und ein Großkino machen den Medienhafen auch abends zu einem lebendigen Viertel und einer Freizeitalternative zur Altstadt. Seit 2005 wird in der gläsernen Fabrik der Kräuterlikör Killepitsch produziert.
Die dritte Entwicklungsstufe sieht auch eine hochwertige Wohnbebauung vor. Aufgrund der Nähe zu den Industriebetrieben im Hafen ist dies umstritten.
Im Norden (etwa beim Rheinturm) geht der Medienhafen fließend in das Regierungsviertel über, das parallel zum Projekt Medienhafen entwickelt wurde.
Seit Anfang 2014 fuhr zunächst Straßenbahnlinie 719 zum Medienhafen; seit der Umstellung auf das neue Netz im Februar 2016 bedient die Straßenbahnlinie 707 den Medienhafen. Hierzu wurden neue Gleiskörper, Wendeschleife und Weichen angelegt. Die neue Route führt vom Hauptbahnhof durch Bilk auf der neuen Schleife Bilker Kirche über die Gladbacher Straße an der neuen Haltestelle „Speditionstraße“ vorbei und endet an der Haltestelle „Medienhafen, Kesselstraße“.

## Neuss-Düsseldorfer Häfen / Industriehafen Düsseldorf
Durch die Fusion mit dem auf der anderen Rheinseite gelegenen Neusser Hafen zur Neuss-Düsseldorfer Häfen GmbH & Co. KG im August 2003 sowie das bis Ende 2008 anhaltende Weltwirtschaftswachstum florierte auch der Wirtschaftshafen wieder. Der Umschlag der beiden gegenüberliegenden Häfen sowie des Hafens Reisholz lag 2007 zusammengenommen bei rund 14 Mio. Tonnen. Im Düsseldorfer Hafengebiet sind neben Speditionen und Logistikunternehmen der Futtermittelhersteller Deutsche Tiernahrung Cremer GmbH & Co. KG mit Produktion und Hauptverwaltung sowie die Fortin Mühlenwerke GmbH & Co. KG als einer der großen deutschen Herstellern von Haferflocken vertreten. Die Firma Mosolf Logistics & Services betreibt einen  Autoterminal und führt regelmäßige Schiffstransporte mit eigenen Schiffen zu den Seehäfen durch. Ebenso befindet sich hier das Kraftwerk Lausward. Die Industriebetriebe im Hafen fühlen sich von der Entwicklung des Medienhafens in ihrer Entwicklung eingeschränkt, da kaum noch Expansionsmöglichkeiten bestehen. Insbesondere wird befürchtet, dass eine im Medienhafen geplante Wohnbebauung zu Auflagen bezüglich der Emissionen der Betriebe führen könnte.

## Sehenswürdigkeiten und Freizeit
- Gebäude des Landtags Nordrhein-Westfalen
- Fernmeldeturm „Rheinturm“ (neben dem neuen Landesparlament) mit einer Gesamthöhe von 240,5 m, einem Drehrestaurant in 172 m Höhe, das sich einmal die Stunde um sich selbst dreht. Eine 160 m hohe Dezimaluhr zeigt in Richtung Altstadt die Zeit im Sekundentakt.
- WDR-Studio Düsseldorf
- Kaistraße Studios von David Chipperfield zwischen Kaistraße und Am Handelshafen
- Neuer Zollhof von Frank Gehry an der Stromstraße
- Colorium, ein 17-geschossiges Hochhaus an der Speditionstraße
- Düsseldorf Office Center Kaistraße (DOCK), eröffnet am 27. November 2002[10]
- Port Event Center, eröffnet am 27. November 2002[10]
- Haus der Architekten, eröffnet am 8. Januar 2003[11]
- Grand Bateau
- Capricorn-Haus
- SIGN!
- Das Roggendorf-Haus mit den am 9. März 2002[12] angebrachten, später entfernten „Flossis“ der Künstlerin rosalie
- Die beiden Türme des Hotels Hyatt Regency Düsseldorf an der Hafenspitze mit der Fußgängerbrücke The Living Bridge über den Medienhafen

In der Nähe des Kraftwerks Lausward befindet sich der erste öffentliche Golfplatz in Deutschland. Weiterhin befindet sich nördlich der „Bremer Straße“ ein Strandabschnitt am Rheinufer, der ein beliebtes Ausflugsziel ist und durch eine Fußgängerbrücke mit dem Rheinpark Bilk verbunden ist.

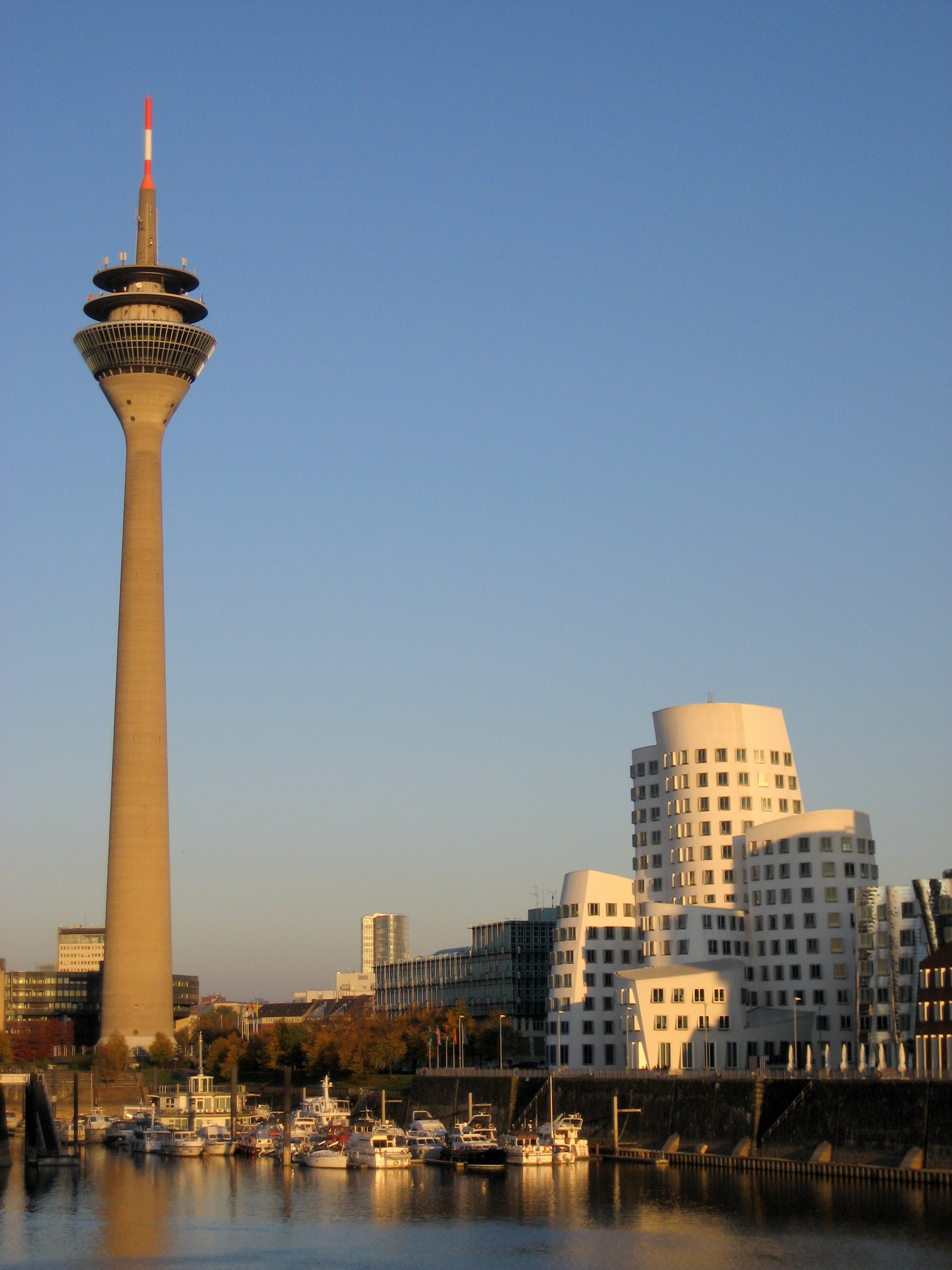
Rheinturm und östlicher Medienhafen
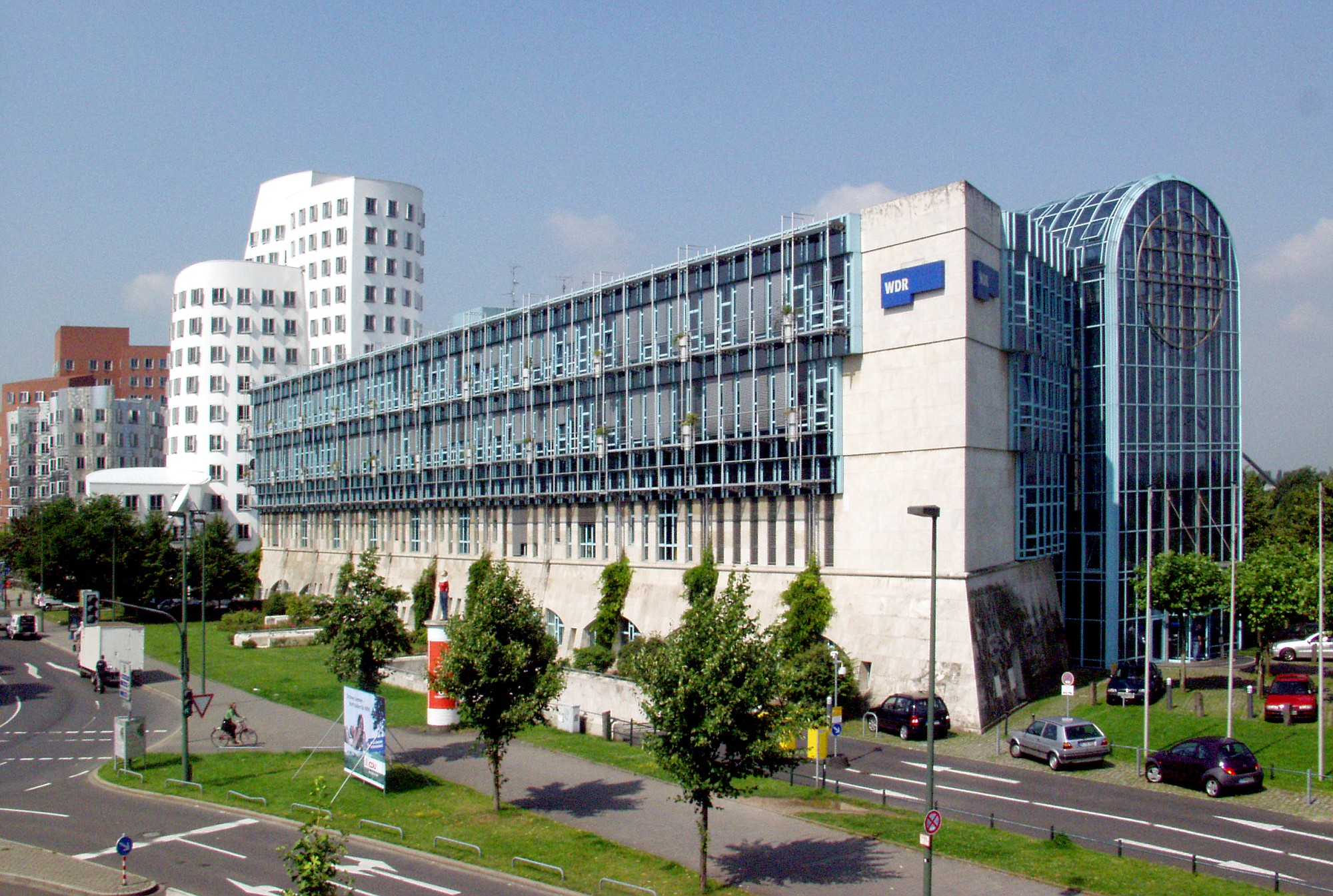
WDR-Studio Düsseldorf
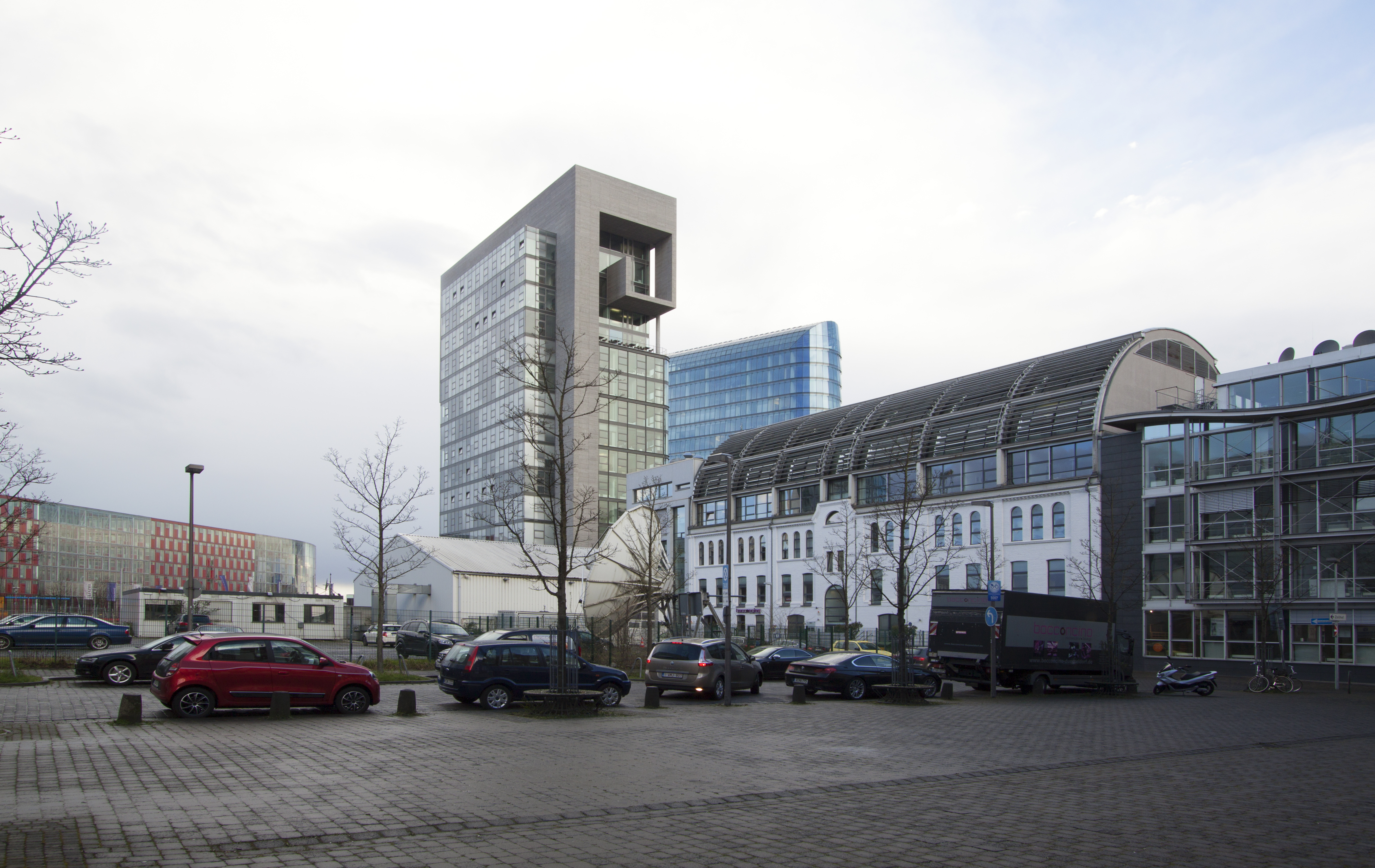
Blick von der Zollstraße 28 (Platz hinter UCI-Kino) auf die Kaistraße 1
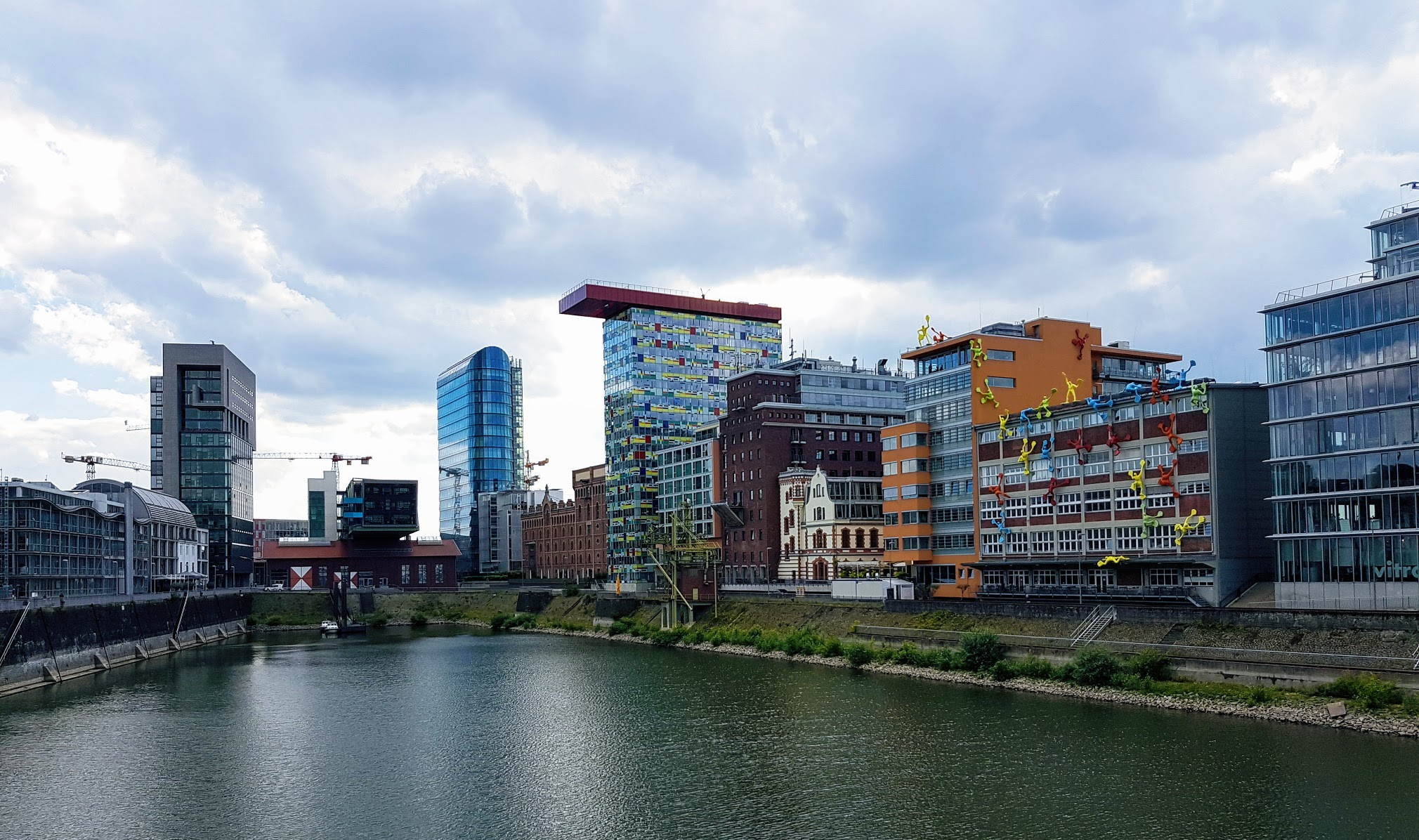
Blick auf den Medienhafen
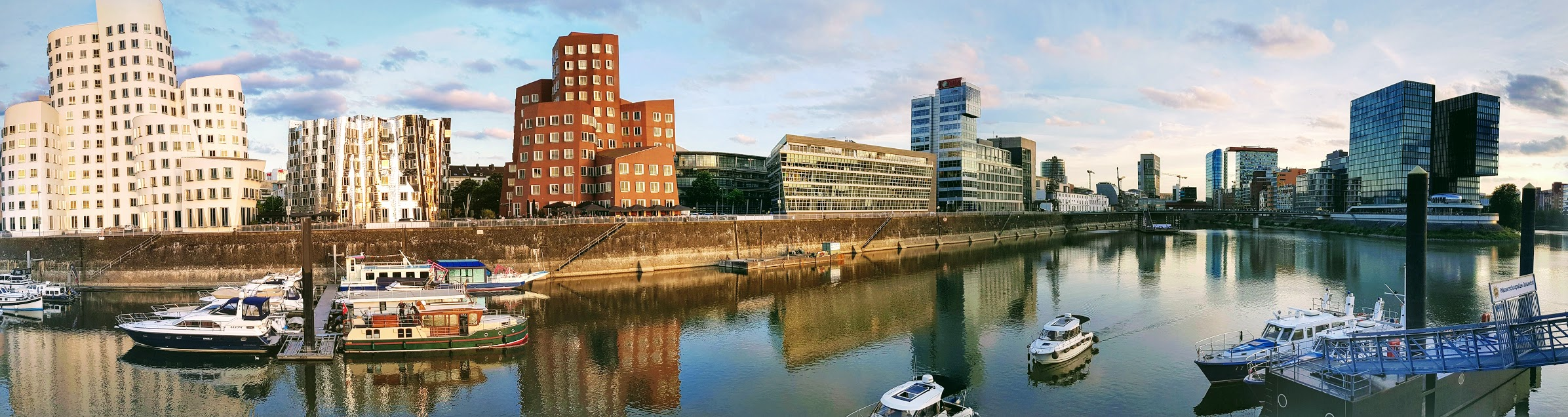
Neuer Zollhof im Medienhafen
Handelshafen mit Blick auf den Medienhafen
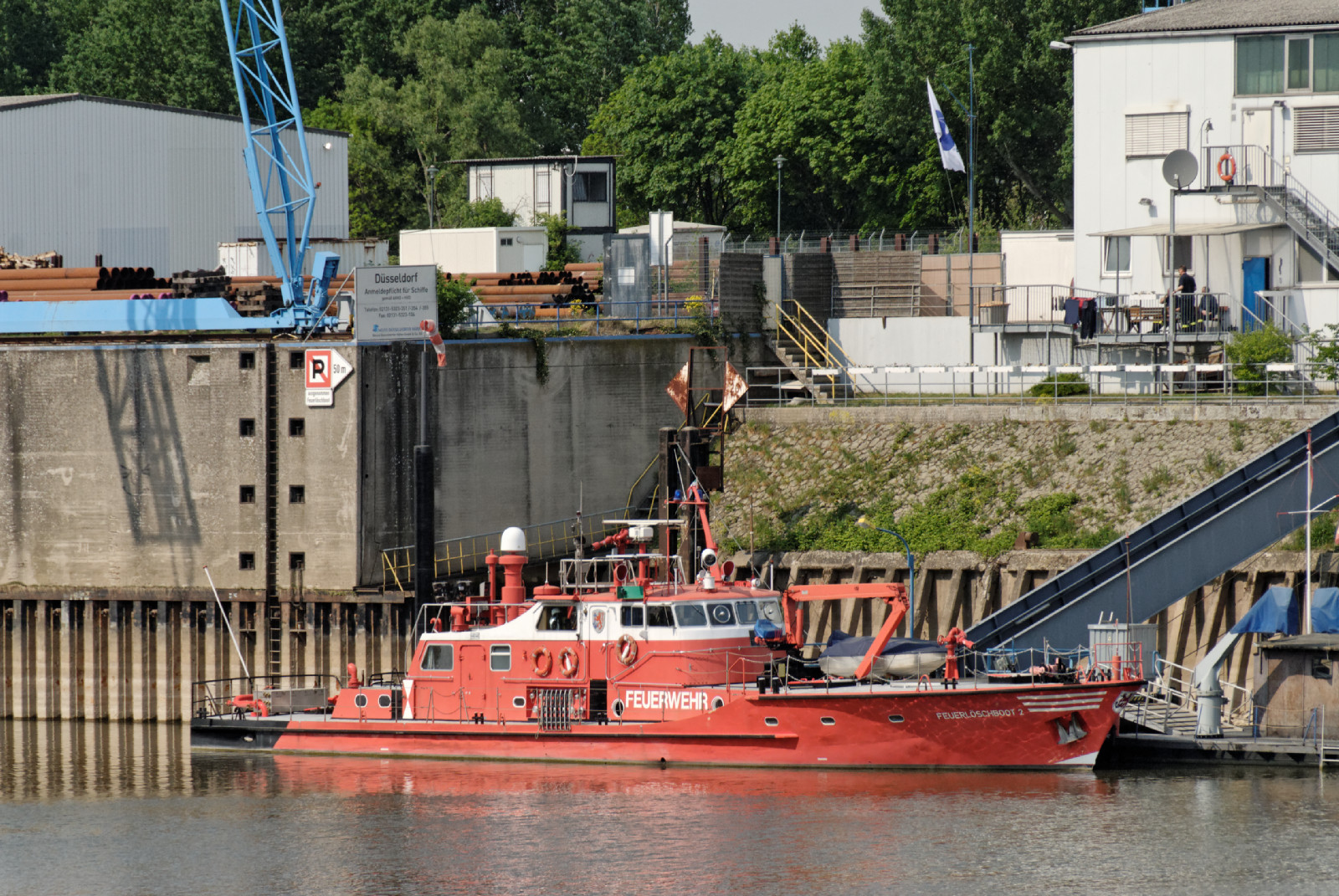
Feuerlöschboot 2 der Berufsfeuerwehr Düsseldorf